# 紀元前718年
紀元前718年（きげんぜん718ねん）は、西暦（ローマ暦）による年。紀元前1世紀の共和政ローマ末期以降の古代ローマにおいては、ローマ建国紀元36年として知られていた。紀年法として西暦（キリスト紀元）がヨーロッパで広く普及した中世時代初期以降、この年は紀元前718年と表記されるのが一般的となった。

## 他の紀年法
- 干支 : 癸亥
- 中国
  - 周 - 桓王2年
  - 魯 - 隠公5年
  - 斉 - 釐公13年
  - 晋 - 鄂侯6年
  - 秦 - 文公48年
  - 楚 - 武王23年
  - 宋 - 殤公2年
  - 衛 - 宣公元年
  - 陳 - 桓公27年
  - 蔡 - 宣侯32年
  - 曹 - 桓公39年
  - 鄭 - 荘公26年
  - 燕 - 繆侯11年
- 朝鮮
  - 檀紀1616年
- ユダヤ暦 : 3043年 - 3044年

## できごと

### 中国
- 曲沃の荘伯が鄭や邢の軍とともに翼を攻撃し、周の桓王は尹氏や武氏を派遣して荘伯を助けさせた。翼の鄂侯は随に逃れた。
- 鄭軍が衛の郊外に侵入した。
- 衛軍が燕軍とともに鄭を攻撃した。鄭の曼伯と子元が燕軍を北制で破った。
- 衛軍が郕に侵入した。
- 鄭・邾の連合軍が宋を攻撃した。
- 宋軍が鄭を攻撃し、長葛を包囲した。

## 死去
- 魯の臧僖伯（中国語版）（公子彄）